# Мі-бемоль мажор
Мі-бемоль мажор (E-flat major, es-Dur) — мажорна тональність, тонікою якої є звук мі-бемоль. Гама мі-бемоль мажор містить звуки: 
мі♭ - фа - соль - ля♭ - сі♭ - до - ре
E♭ - F - G - A♭ - B♭ - C - D
Паралельна тональність — до мінор, однойменний мінор — мі-бемоль мінор. Мі-бемоль мажор має три бемолі біля ключа (сі-, мі-, ля-).

## Найвідоміші твори, написані в цій тональності
- Й. С. Бах — прелюдія і фуга з 1-го та 2-го зошитів ДТК
- В. А. Моцарт — Концерт для фортепіано Es-Dur («Jeunehomme»), KV 271,
Симфонія № 39
- Л. Бетховен — Симфонія № 3 («Героїчна»)
- Брукнер — Симфонія № 4 Es-Dur («Романтична»)
- Густав Малер — Симфонія № 8 («Sinfonie der Tausend»)
- Ференц Ліст — Концерт для фортепіано з оркестром № 1
- Д. Д. Шостакович — симфонії № 3, № 9